# ويليام سكوت (ممثل)
ويليام سكوت (بالإنجليزية: William Scott)‏ هو ممثل أمريكي، ولد في 1 أغسطس 1893 في الولايات المتحدة، وتوفي في 22 أغسطس 1967 بلوس أنجلوس في الولايات المتحدة.

## وصلات خارجية
- ويليام سكوت على موقع IMDb (الإنجليزية)
- ويليام سكوت على موقع قاعدة بيانات الفيلم (الإنجليزية)